# Нижнее Мошево (деревня)
Нижнее Мошево — деревня в составе Соликамского городского округа в Пермском крае.

## Географическое положение
Деревня расположена недалеко от левого берега Камы примерно в 7 километрах по прямой линии на северо-запад от Соликамска.

## Климат
Климат умеренно континентальный с холодной зимой, продолжительностью около 5 месяцев, и тёплым коротким летом. Среднегодовая температура воздуха −2,2 °C. Среднемесячная самого холодного месяца (января) −15,7 °C, самый тёплый июль +17,4 °C. Общее число дней с положительной температурой — 190. Последний весенний заморозок в среднем наблюдается в конце мая, а первый осенний — в конце второй декады сентября. Продолжительность безморозного периода в среднем составляет 114 дней. Образование устойчивого снежного покрова происходит в среднем, в I декаде ноября, в отдельные годы во II декаде октября. Разрушение устойчивого снежного покрова отмечается, в среднем, во второй декаде апреля.

## История
Впервые упоминается в переписи 1579 г., при переписи 1623 г. в Нижнем Мошево было 18 дворов. Впервые названо погостом в 1647 году, в это время здесь впервые появляется церковь. С этого времени существует Мошевской погост, а с конца XVIII в. — Мошевская волость. В 1816 году в селе было 25 дворов, в 1889 г. — 51 двор. В селе находилось земское училище и одна торговая лавка. Во второй половине 30-х гг. в Нижнем Мошево работал штаб «Соликамстроя», проводивший изыскательские работы по проектированию Соликамского гидроузла. В послевоенное время нижнемошевской колхоз в результате неоднократных объединений превратился в отделение тохтуевского колхоза, что привело к постепенному затуханию деревни. В настоящее время деревня имеет вид типичной пригородной деревни, дома в которой принадлежат жителям Соликамска.
До 2019 года деревня входила в Тюлькинское сельское поселение Соликамского района, а после его упразднения стала рядовым населённым пунктом Соликамского городского округа

## Население
Постоянное население составляло 8 человек (100 % русские) в 2002 году, 0 человек в 2010 году.